# 列宁区 (比什凯克)
列宁区 位于吉尔吉斯斯坦北部，是首都比什凯克的一个区。 2009年人口为198,019人。它涵盖了城市的西南部分。

## 人口统计

### 民族构成
根据2009年人口普查，列宁区的族裔组成（居住人口）为：
| 民族       | 比例  |
| ---------- | ----- |
| 柯尔克孜族 | 75.4% |
| 俄罗斯族   | 17.6% |
| 鞑靼族     | 0.9%  |
| 哈薩克族   | 0.9%  |
| 乌孜别克族 | 0.8%  |
| 朝鲜族     | 0.8%  |
| 其他民族   | 3.6%  |